# 성스러운 두 모스크의 관리자
성스러운 두 모스크의 관리자(아랍어: خَادِمُ ٱلْحَرَمَيْنِ ٱلشَّرِيفَيْنِ) 또는 두 성지의 수호자는 1986년부터 사우디아라비아 국왕이 공식적으로 사용해 온 왕실 칭호이다. 이 칭호는 역사적으로 아이유브, 맘루크, 오스만, 헤자즈의 샤리파 통치자 등 과거 많은 무슬림 통치자들이 사용했다. 이 칭호는 사실상 칼리파를 의미하는 것으로 여겨지기도 했지만, 주로 이슬람에서 가장 성스러운 두 사원인 메카의 마스지드 알하람과 메디나의 예언자의 모스크를 지키고 유지하는 책임을 맡은 통치자를 의미한다. 성스러운 두 모스크의 관리자는 Muslim 500에서 이슬람과 이슬람 수니파에서 가장 강력하고 영향력 있는 인물이자 세계에서 가장 강력한 무슬림 및 아랍 통치자로 선정되었다.

## 역사
이 칭호를 처음 사용한 사람은 살라딘으로 알려져 있다.
1517년 맘루크 술탄국을 물리치고 메카와 메디나를 장악한 오스만 파디샤 셀림 1세가 이 칭호를 채택했다. 그는 자신을 두 성소의 통치자 대신 두 성소의 종으로 불렀다.
제5대 사우디아라비아 국왕 파흐드 빈 압둘아지즈 알사우드는 '국왕 폐하'라는 용어를 대신하여 이 칭호를 사용했다. 현 국왕인 살만 빈 압둘아지즈 알사우드는 2015년 1월 23일 이복형이자 선왕인 압둘라 빈 압둘아지즈 알사우드가 사망한 후 이 칭호를 계승했다.